# دينيسي فلمنج
دينيسي فلمنج (بالإنجليزية: Denise Fleming)‏ هي كاتِبة وكاتبة للأطفال أمريكية، ولدت في 31 يناير 1950 في توليدو في الولايات المتحدة.